# Peixera de la Prenyanosa al riu Sió
Peixera de la Prenyanosa al riu Sió és una obra de Cervera (Segarra) protegida com a Bé Cultural d'Interès Local.

## Descripció
Peixera enmig de camps de secà, aïllada respecte el poble. El seu estat de conservació no és gaire favorable, i la llera del riu presenta molta acumulació de fang i altres materials residuals. En general, està força mancada de manteniment i l'espai al voltant de la llera del riu abans i després de la peixera està ple de vegetació: canyissos, saücs, jonces i freixes autòctons de la riba del riu. Pel que fa a la presa, tot i que majoritàriament es conserva en bon estat, s'observen pèrdues en algun punt. En aquest moment queden dempeus, si bé cobertes de vegetació i en desús, dues peixeres al llarg del riu Ondara en el seu pas per Cervera: l'una a prop de Sant Pere el Gros, en direcció a la Curullada i l'altra corresponent al molí de Fiol.

## Història
El Sió és un riu de la depressió central afluent per l'esquerre del Segre, amb un recorregut de 77 km, drena la Ribera de Sió. El seu cabal és molt magre perquè neix en una comarca de la Catalunya seca (la Segarra). Fins que no arriba a la Noguera i entra en zona de regadiu, hi baixa molt poca aigua.
Neix a la font de Gàver, a la Segarra, i passa a la vora de Sant Domí, el Castell de Santa Maria, Gàver, Estaràs, Santa Fe de Segarra, Montfalcó Murallat, les Oluges, Castellnou d'Oluges, Malgrat, la Prenyanosa, Tarroja de Segarra, Sedó, Riber, Hostafrancs, Concabella, Ratera, Golonor, Sisteró, Pelagalls, les Pallargues, Mont-roig de Segarra, Bellver d'Ossó (per on entra a l'Urgell), Ossó de Sió, Peraltes, Castellnou d'Ossó, Puigverd d'Agramunt, Agramunt, (per on entra a la Noguera) Preixens, Pradell de Sió, les Ventoses, Butsènit d'Urgell, Montgai, Flix, la Sentiu de Sió i Sant Jordi de Muller i s'uneix al seu col·lector, aigua amunt de Balaguer.
Antigament, les seves aigües eren utilitzades com a força motriu dels molins de farina a Preixens, a les Ventoses, a Butsènit, a Flix, a la Sentiu de Sió i a Balaguer.
De tot aquest patrimoni hidràulic només es conserva el Molí de Butsènit. També està en funcionament el sifó del Sió a Muller.
Actualment es troba en un estat de contaminació greu i han desaparegut totes les espècies fluvials, almenys en els trams mitjà i baix. Hi eren característics el cranc de riu, el musclo de riu, les anguiles i els barbs fins que la indústria es va establir a la ribera del Sió.